# Ольянтайтамбо
Ольянтайта́мбо (исп. Ollantaytambo, кечуа Ullantaytampu) — археологический памятник культуры инков на юге Перу (в 60 км к северо-западу от города Куско), а также близлежащий современный посёлок с населением около 3000 жителей. Расположен на высоте 2792 метра над уровнем моря в Священной долине у реки Патаканча невдалеке от места, где она впадает в реку Урубамба. Основное поселение находится на левом берегу Патаканчи, а небольшой фрагмент (Аракхама) — на правом. Церемониальный центр инков — позади Аракхамы, на склонах горы Серро-Бандолиста (исп. Cerro Bandolista).  Административно относится к округу Ольянтайтамбо провинции Урубамба, входящей в регион Куско.

## Этимология
Согласно расхожему мнению, название происходит от кечуанского слова tampu или tanpu «постоялый двор; место отдыха» (в этом и близких значениях слово заимствовано разными диалектами испанского языка); Ольянтай — имя великого воина, героя пьесы кечуанского народного театра. Этой точки зрения придерживается, в частности, историк Виктор Англес Варгас (исп. Víctor Angles Vargas).
Лингвист Родольфо Серрон-Паломино считает отсылку к мифическому персонажу сомнительной, и возводит этимологию ойконима к гипотетической форме языка аймара *ullanta «смотреть вниз, наблюдать», с суффиксом -wi приобретающей значение «смотровая башня» или «смотровая площадка». Звучание, близкое к современному, топоним приобрёл в период инкского владычества.

## История
В годы существования инкской империи Ольянтайтамбо был царским владением инки Пачакути. Хронист Педро Сармьенто де Гамбоа сообщает, что Пачакути одержал победу над оказавшими ему сопротивление жителями Ольянтайтамбо и разрушил до основания старое поселение. Впоследствии он построил там новое поселение и церемониальный центр. При нём же были возведены террасы и другие средства ирригации.

Во время конкисты служил укрытием для Манко Инки Юпанки, вождя инкского сопротивления В 1536 г. на равнине Маскабамба около Ольянтайтамбо Манко Инка разгромил испанскую экспедицию, блокировав их продвижение и затопив равнину. Несмотря на эту победу, Манко Инка не считал город надёжным укрытием и в том же году переместил свою резиденцию в лесистую Вилькабамбу. 

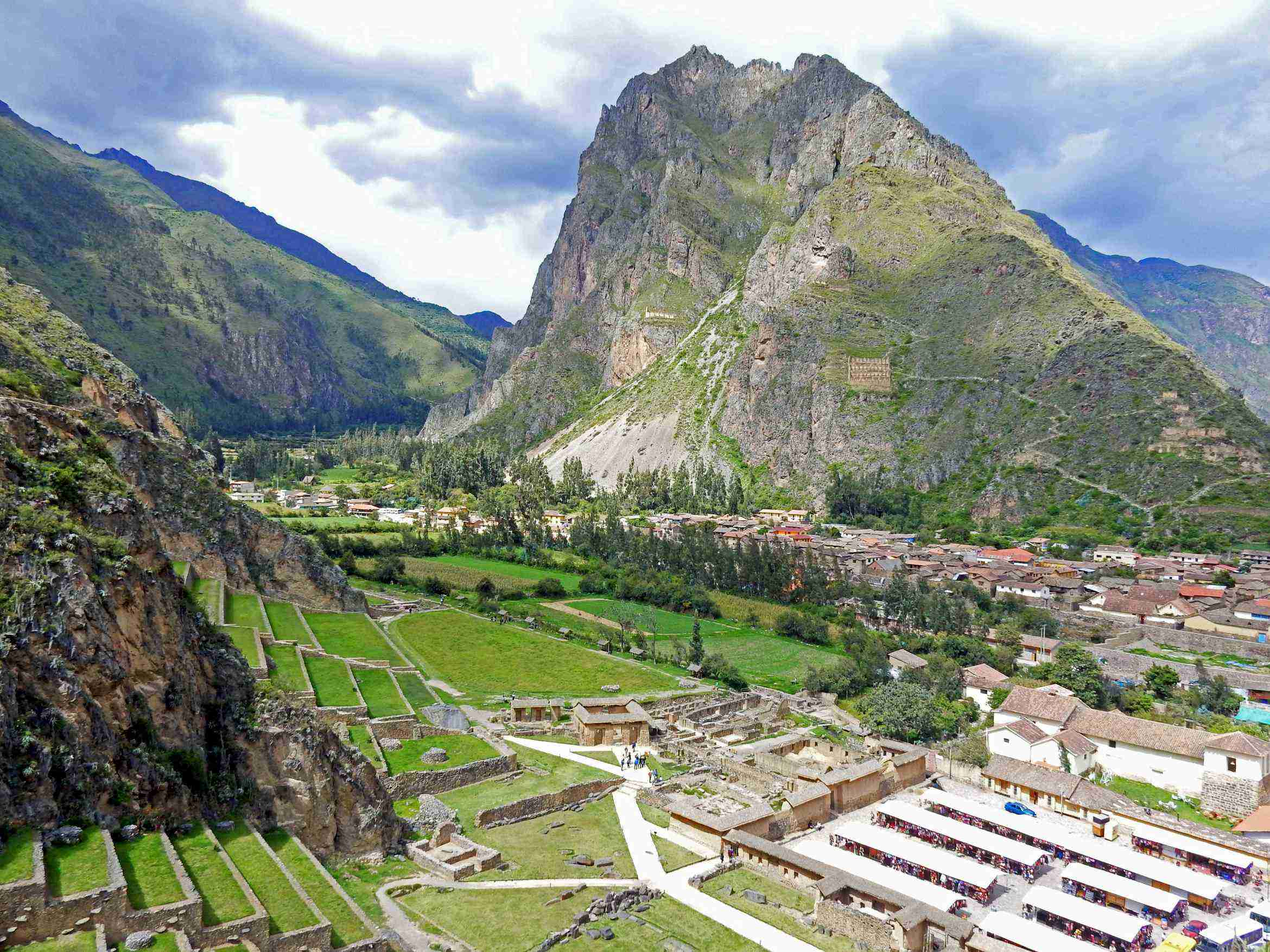
Вид Священной долины с вершины храмового холма

В 1540 г. Эрнандо Писарро обратил местное население в испанскую энкомьенду (разновидность крепостного права).
Лишь в XIX веке инкские руины привлекли внимание зарубежных путешественников, которые опубликовали сообщения о древнем городе. В настоящее время — важный туристский центр, входит в туристический комплекс «Дорога инков» («Дорога в Мачу-Пикчу»), составляющий путешествие в 4 ночи и 3 дня по важнейшим памятникам культуры инков.

## Планировка и основные здания
Основное поселение имело трапециевидную планировку с четырьмя продольными улицами (исп. Pata calle, Chaupi calle, Horno calle и Laris calle), которые пересекали семь более коротких параллельных улиц. Вероятно, в центре этой «решётки» находилась большая площадь, открытая с востока. С других сторон площадь была окружена зданиями и другими городскими сооружениями. Здания инкской эпохи с северной стороны площади были выполнены из необработанных каменных блоков, а на западе и на юге — из обработанных и подогнанных по размеру камней. Все блоки в южной половине города были выполнены по одному и тому же проекту: каждый представлял собой две «канча», окружённых стенами комплексов с четырьмя однокомнатными зданиями вокруг центрального двора.  Здания в северной половине сильнее различаются по планировке, однако большинство из них — в таком плохом состоянии, что их оригинальный план трудно восстановить.

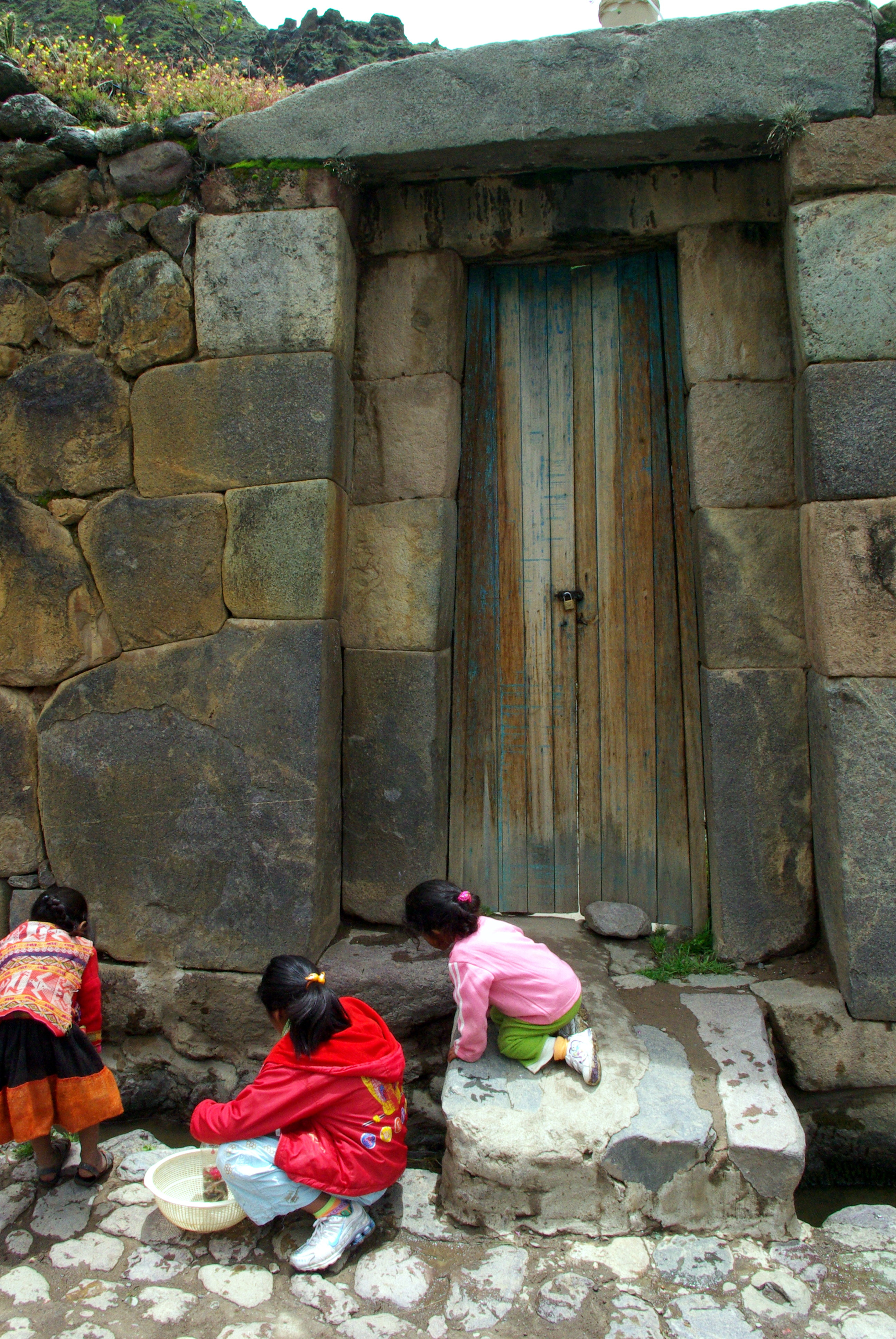
Инкский дверной проход. Выполнен в виде двойной трапеции, что свидетельствует о высоком статусе владельца или церемониальном назначении исходного здания

Точная хронология строительства Ольянтайтамбо в настоящее время неизвестна. Часть построек в современном городе датируется концом 15 века. Ольянтайтамбо является одним из наиболее хорошо сохранившихся инкских поселений, населённых до настоящего времени. Его планировка и здания подвергались различным изменениям в результате более позднего строительства. Например, в южной части города оригинальная эспланада инкского периода была превращена в Площадь Оружия (Plaza de Armas), окружённую зданиями колониального и республиканского периодов. Площадь в центре города исчезла, поскольку на её месте в колониальный период было построено несколько зданий.

### Храмовый холм
Недостроенный в эпоху инков Храмовый сектор был выполнен из вытесанных и подогнанных друг к другу каменных блоков, в отличие от двух других секторов Храмового холма, выполненных из необработанных камней. К нему можно подняться по лестнице, которая заканчивается на террасе с недостроенными воротами и Пристройкой десяти ниш, состоящей из одной комнаты. Позади них находится открытое пространство, где расположена Платформа с резным креслом и две незаконченных монументальных стены. Основным сооружением сектора является Храм солнца, незавершённое здание, в котором имеется Стена шести монолитов. В Среднем и Погребальном секторах расположено несколько прямоугольных зданий, некоторые из них — двухэтажные. В Среднем секторе имеется также несколько фонтанов.
Незаконченные здания на Храмовом холме и многочисленные каменные блоки, расположенные в разных местах, говорят о том, что храм всё ещё строился в то время, когда город был покинут инками. Некоторые блоки были явно изъяты из готовых стен, что говорит о том, что здания пытались перестраивать. Неизвестно, какое событие прервало постройку храма, по разным версиям, это могли быть Инкская гражданская война между Уаскаром и Атауальпой, испанская конкиста или бегство Манко Инки из Ольянтайтамбо в Вилькабамбу.

### Террасы
Долины рек Урубамба и Патаканча покрыты широкой сетью сельскохозяйственных террас, которые начинаются в низинах долин и поднимаются вверх по окружающим холмам. Террасы позволяли вести сельское хозяйство на ранее непригодных к обработке землях, а также позволяли воспользоваться различными экологическими зонами, возникшими в результате разницы высот. Террасы в Ольянтайтамбо были выполнены с гораздо большим искусством, чем обычные террасы инков, например, они окружены более высокими стенами, изготовленными из высеченных камней, а не из необработанных. Подобные же сооружения обнаружены в таких важных центрах инков, как Чинчеро, Писак и Юкай. 

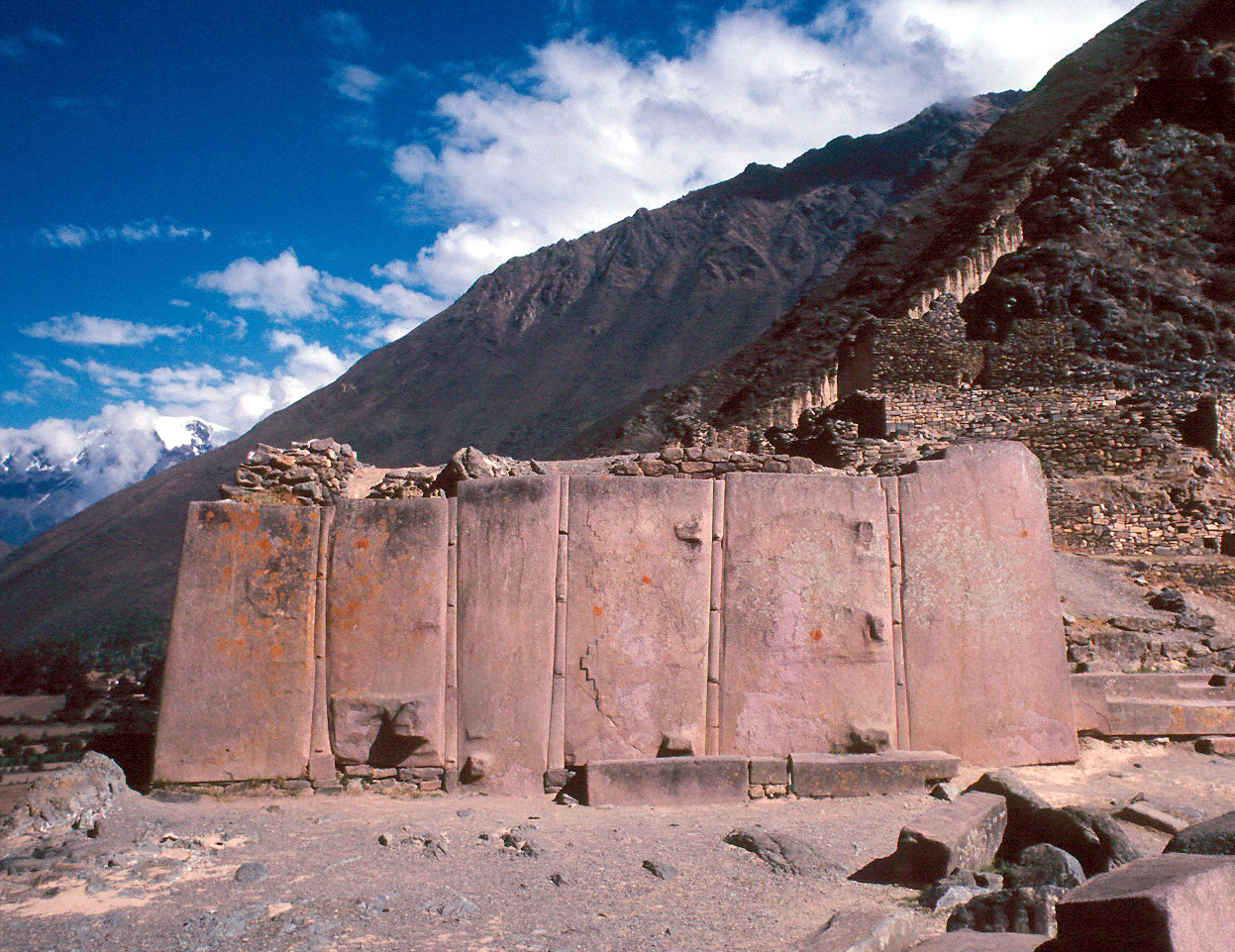
Знаменитая стена шести монолитов

### Дворец Пачакути
На южной оконечности Кальехона над рекой Урубамба находится археологический памятник эпохи инков под названием Келью Ракай (Q’ellu Raqay). Его соединённые друг с другом здания и площади имеют необычную конструкцию — для инкской архитектуры были характерны совсем иные сооружения, в основном однокомнатные. Поскольку это место было отделено от прочих строений Ольянтайтамбо и окружено террасами, предполагается, что здесь располагался дворец, построенный для правителя Пачакути.

### Зернохранилища
На склонах гор вокруг Ольянтайтамбо инки соорудили несколько зернохранилищ колька (кечуа qullqa) из необработанных камней. Благодаря нахождению на большой высоте, где сильнее ветер и ниже температура, зерно естественным путём защищалось от гниения. Кроме того, хранилища были снабжены системой вентиляции. Считается, что в них хранилась продукция сельскохозяйственных террас, расположенных вокруг города. Зерно, по-видимому, засыпали через окна со стороны, расположенной лицом к вершине холма, а высыпали через окна с противоположной стороны.

### Каменоломни
Основные каменоломни для постройки Ольянтайтамбо находились у Качикхата (Kachiqhata) в ущелье у реки Урубамба в 5 км от города. В каменоломнях добывались блоки из розового риолита для постройки сооружений на Храмовом холме. Сложная сеть дорог, скатов и спусков соединяла их с основными зонами застройки. В районе каменоломен обнаружено несколько чульпа, небольших каменных башен, служивших в качестве погребений в доколумбовы времена.

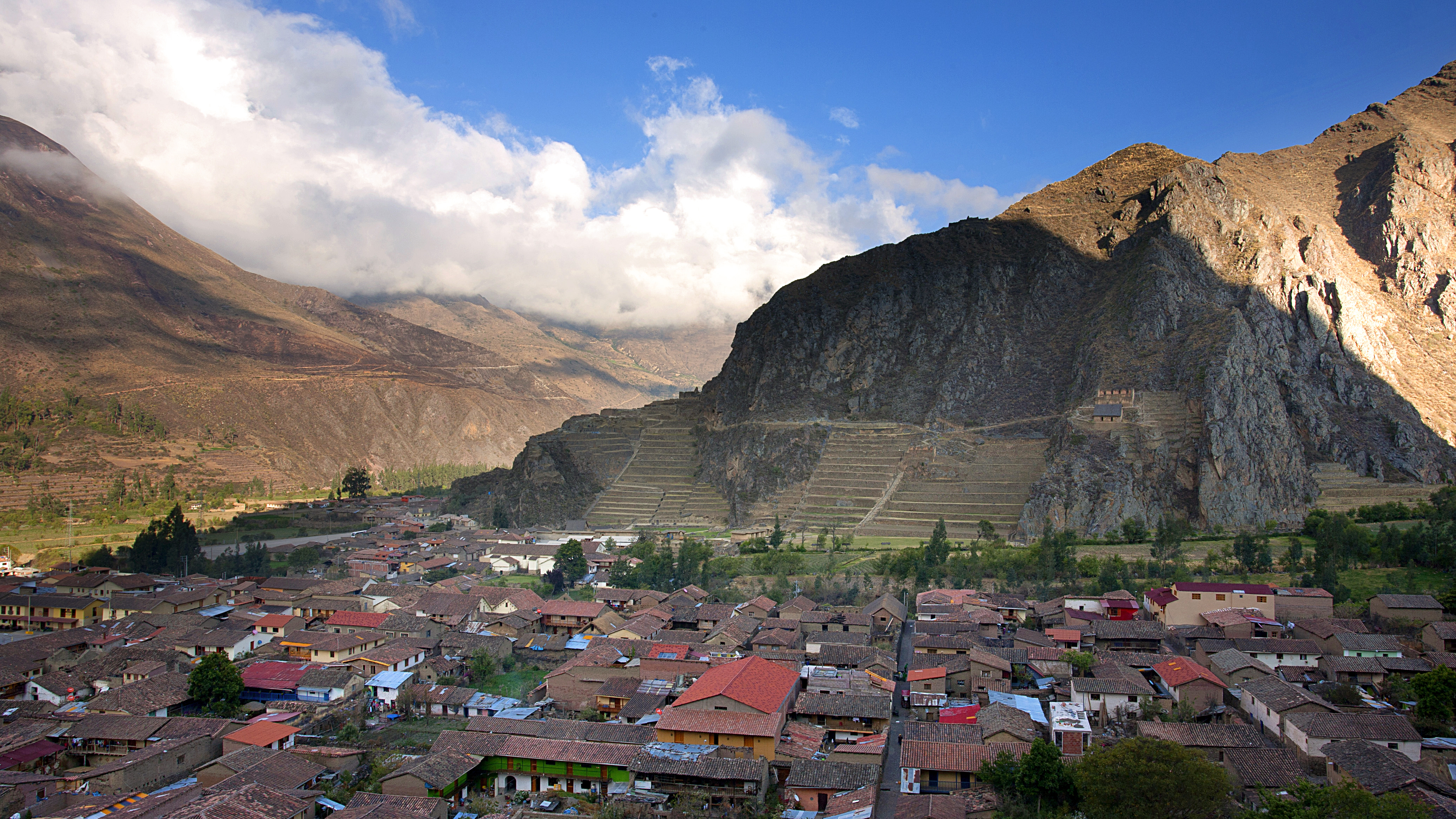
Современный посёлок Ольянтайтамбо
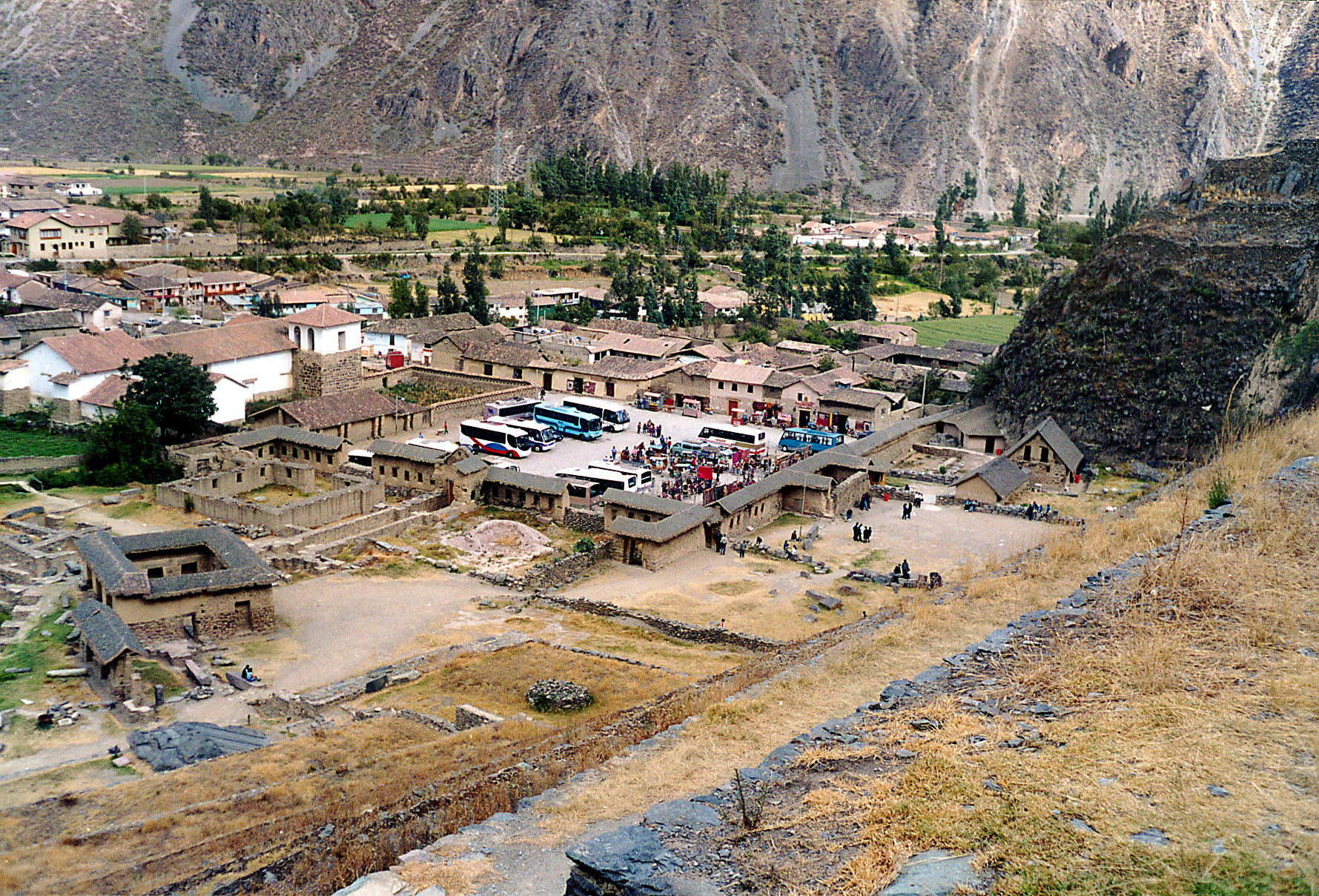
Аракхама и площадь Маньяраки
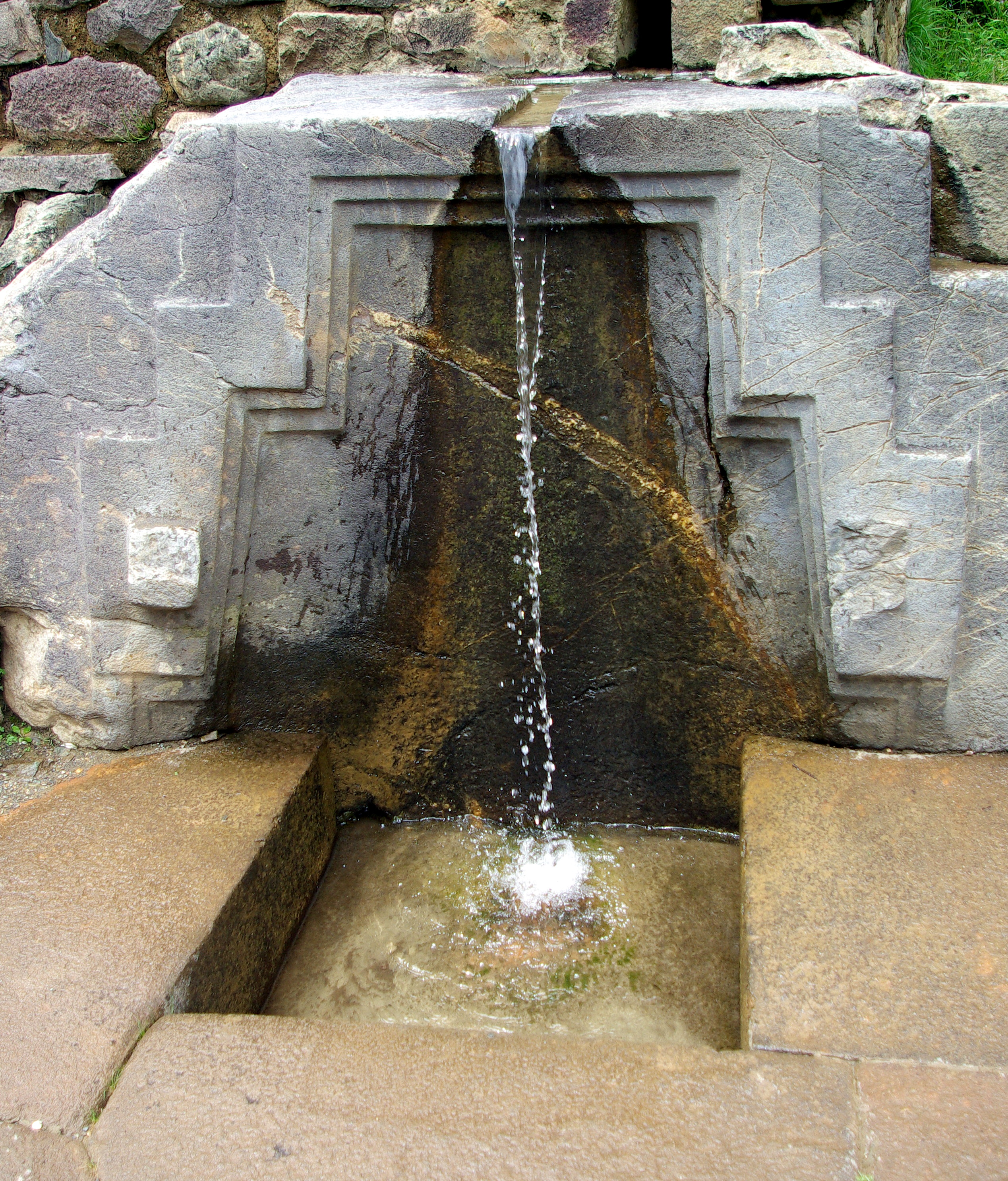
«Купальня принцессы», фонтан у основания руин.
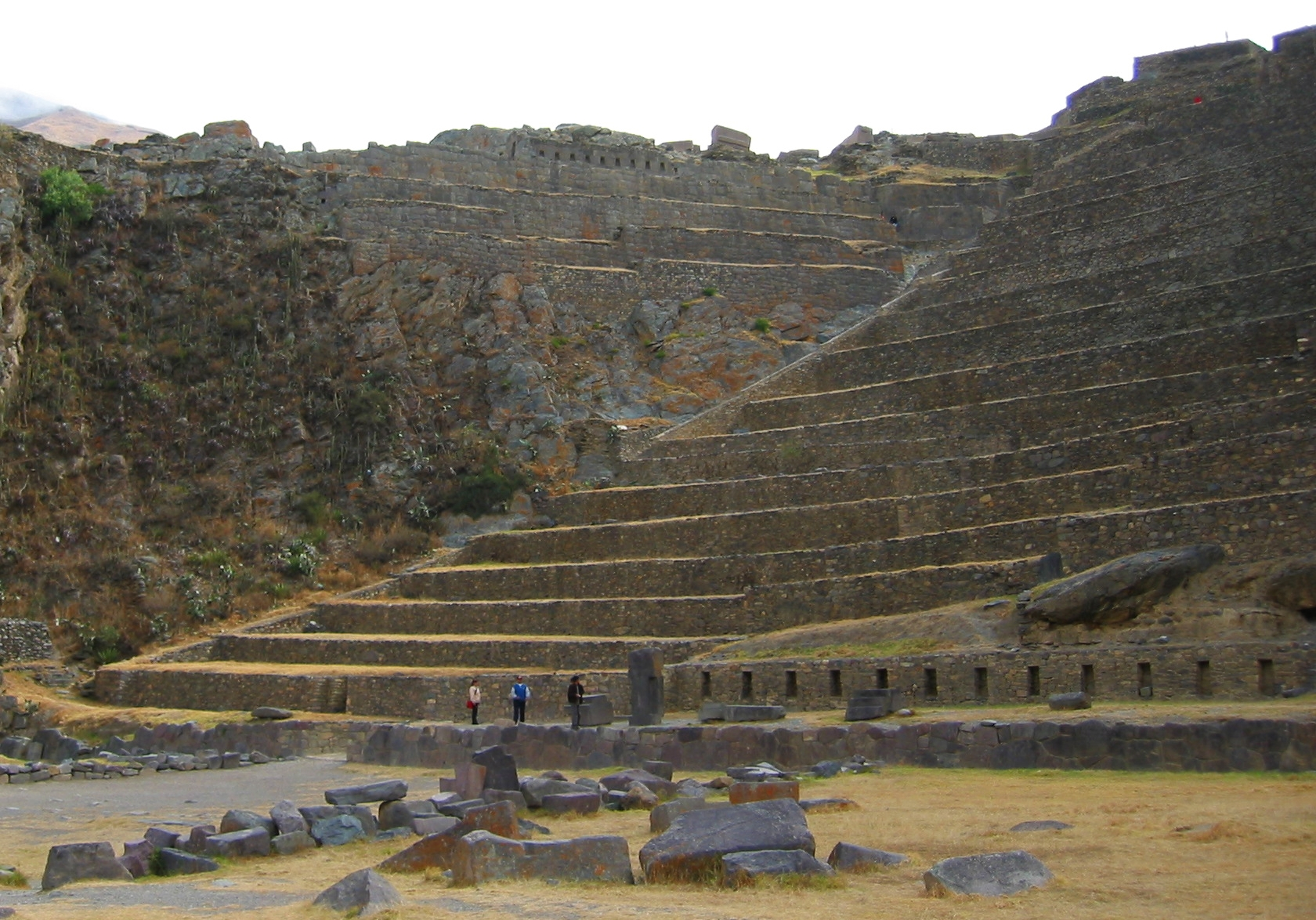
Террасы Пуматаллиса
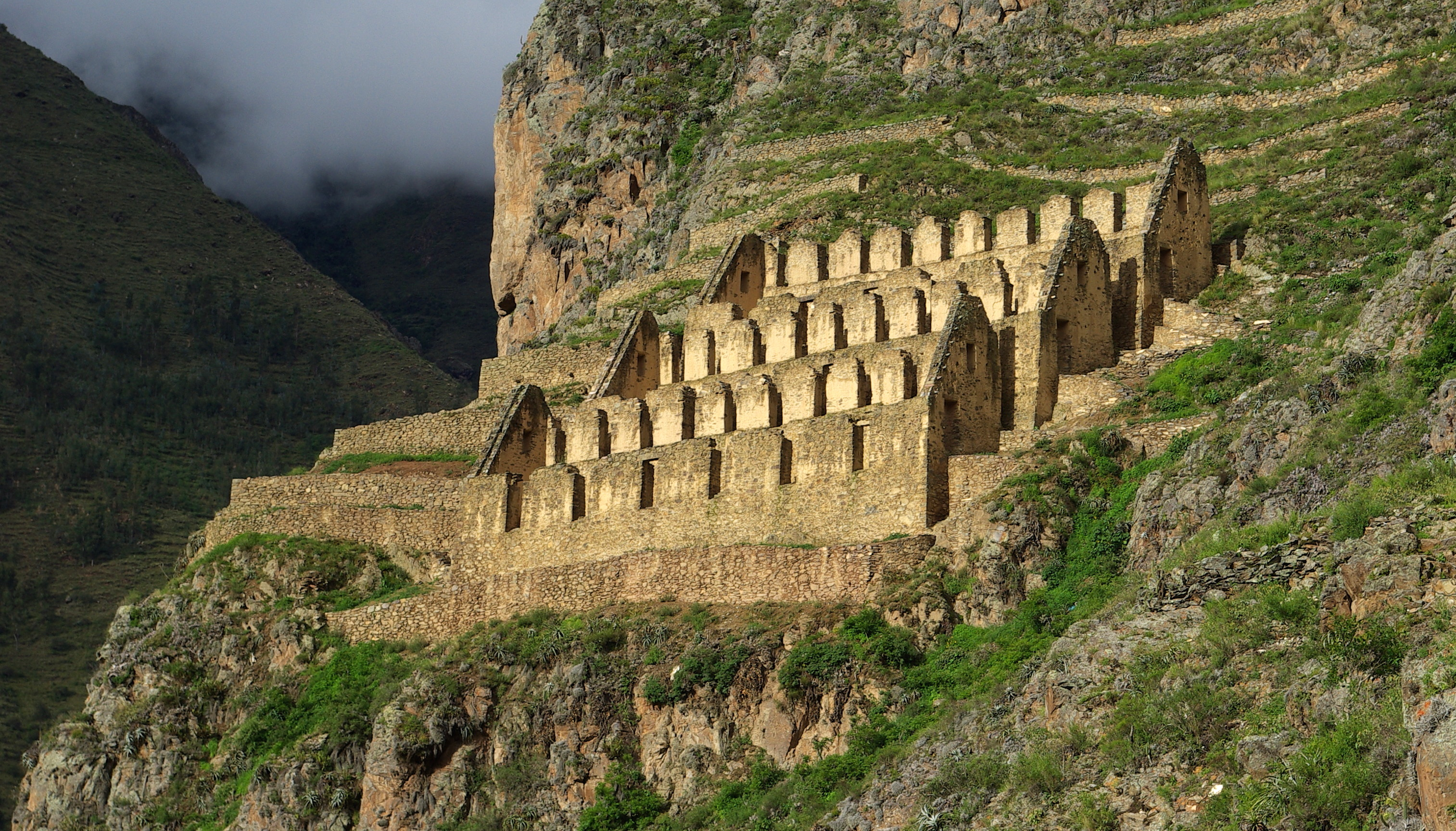
Зернохранилища инков